# Wolf Friedrich Ottomar von Baudissin
Graf Wolf Friedrich Ottomar von Baudissin (* 22. Januar 1812 in Tharandt; † 26. Januar 1887 in Dresden) war ein königlich dänischer Gerichtsoffizier, kaiserlicher deutscher Postdirektor und Schriftsteller aus der Familie Baudissin.

## Herkunft
Wolf von Baudissin war der Erstgeborene von 13 Kindern von Christian Carl Graf von Baudissin (* 4. März 1790 auf Gut Knoop; † 9. April 1868 in Itzehoe) und dessen Ehefrau Henriette, geborene Kuniger, geschiedene von Gähler (* 6. Januar 1788 in Schleswig; † 4. April 1864 in Greifswald) aus der Knooper Linie der Familie Baudissin. Er hatte einige schriftstellerisch tätige Geschwister: Adelbert (1820–1871), Ulrich (1816–1893), Asta (1817–1904) und Thekla (1812–1885). Die Schriftstellerin Caroline Adelheid Cornelia von Baudissin war seine Großmutter.
Zu seinen Neffen zählten Wolf Ernst Hugo Emil und Friedrich von Baudissin. Sophie Anna von Reventlow war seine Tante, Eduard und Nikolaus von Baudissin waren Cousins ersten Grades und Wolf Wilhelm von Baudissin ein Cousin zweiten Grades von ihm.

## Leben und Wirken
Nach einem Besuch der Gelehrtenschule in Horsens begann er 1830 ein Studium der Rechtswissenschaften an der Universität Kopenhagen. 1832 setzte er das Studium an der Universität Kiel fort, wo er das Examen ablegte. 1836 zog er für eine Fortbildung in dänischem Recht erneut in die dänische Hauptstadt.
Nach dem Referendariat am Schleswiger Obergericht arbeitete von Baudissin ab 1841 als Gerichtsoffizier beim Leibregiment der Königin in Glückstadt. 1848 trat er als Brigadeauditeur in die Schleswig-Holsteinische Armee ein. Von 1853 bis 1867 arbeitete er als Gerichtsschreiber und Aktuar. Danach wechselte er in den Postdienst und hatte von 1870 bis Oktober 1877 die Position des Postdirektors in Sonderburg inne. Anschließend zog er nach Dresden, wo er 1887 verstarb.

## Familie

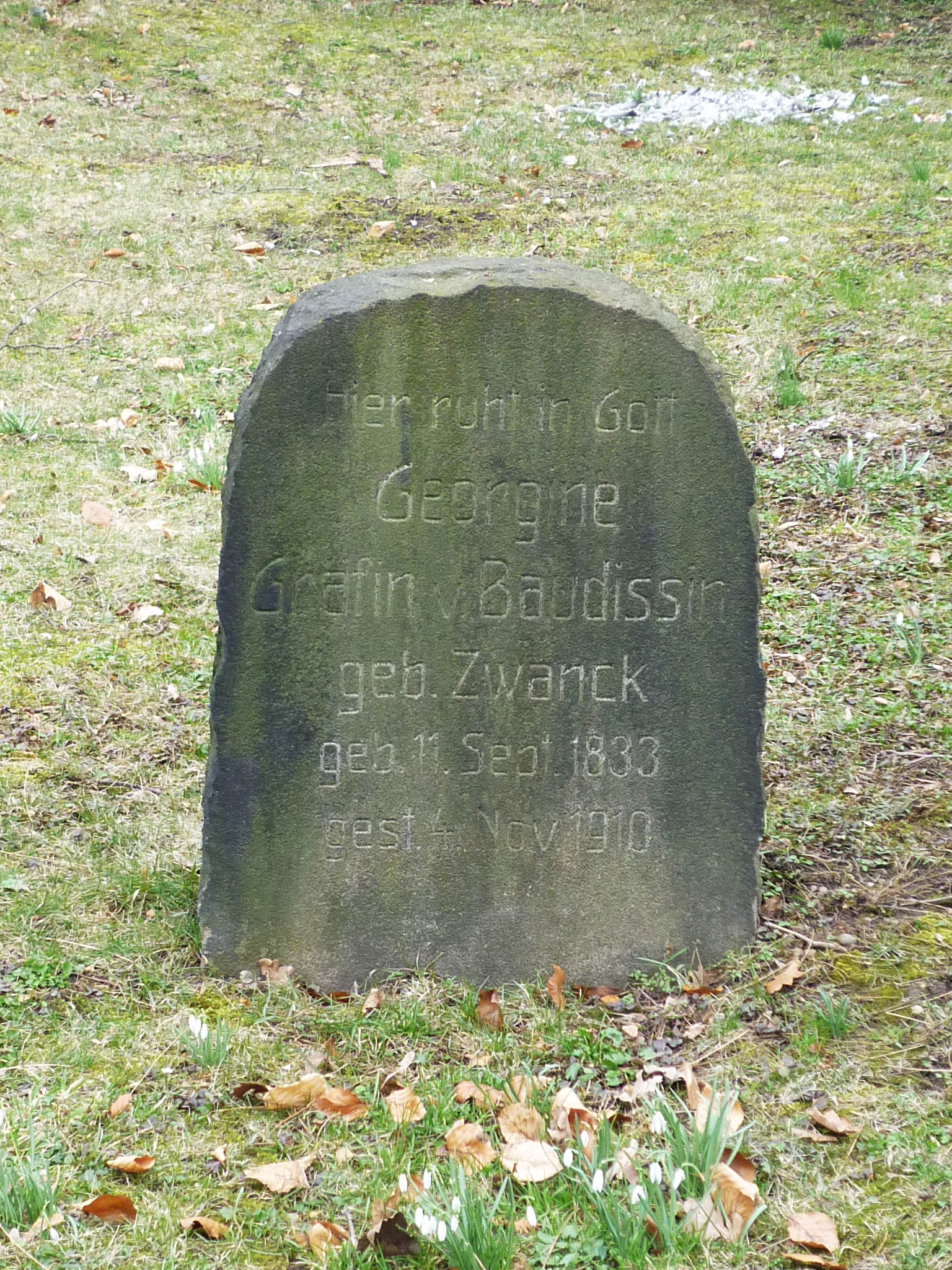
Grabstein seiner zweiten Ehefrau Georgine in Dresden

Wolf von Baudissin heiratete in erster Ehe am 16. September 1842 in Schierensee Théonie von Mesmer-Saldern (* 5. November 1817 in Schierensee; † 7. April 1855), eine Schwester von Aimé von Mesmer-Saldern, in Reinfeld. Ein Sohn aus dieser Ehe war der kaiserlich deutsche Admiral Friedrich von Baudissin. Nach dem Tod seiner ersten Ehefrau ehelichte er am 10. September 1859 Georgine Zwanck (* 11. September 1833 in Eddelak; † 4. November 1910 in Dresden). Darüber hinaus hatte er vier Töchter und drei weitere Söhne.